# Marie Mahrová
Marie Mahrová, född 1947, är en tjeckisk astronom.
Minor Planet Center listar henne som M. Mahrova och som upptäckare av 4 asteroider.

## Asteroider upptäckta av Marie Mahrová
| 3492 Petra-Pepi | 16 februari 1985  |
| 3899 Wichterle  | 17 september 1982 |
| 4112 Hrabal     | 25 september 1981 |
| 4567 Bečvář     | 17 september 1982 |